# Бајер (језеро)
Бајер је вештачко акумулационо језеро језеро настало 1952. изградњом бране на реци Личанки у близини Фужина у Горском котару.
Језеро је настало за потребе ХЕ Трибаљ, а његовом изградњом постао је прави магнет за туристе и викендаше. Удаљено свега око 30 километара од мора, Бајер постаје привлачно одредиште на којем је могуће осим шетње по изграђеним шеталиштима уз његове обале, изнајмити чамац, добити дозволу за риболов или посетити шпиљу Врело, откривену 1950. за време изградње језера. Шпиља је поновно уређена и осветљена 1998, а приступачна је и за инвалиде, јер нема степеница. У близини се налазе ресторани и собе за изнајмљивање, па је језеро привлачно и за зимски туризам.
Риболов је најважнија активност на језеру, активно је риболовачко друштво „Бајер“, чији су чланови уредили језеро Поткош близу Лича за природно мрестилиште пастрмке, чији опстанак угрожавала штука.
У близини Бајера налази се друго мање језеро Лепенице, изграђено 1985. узводно Личанком од Бајера, које је такође привлачно риболовцима.
Језеро Бајер је добило име по ријечи бајер која у неким деловима Хрватске значи вештачко језеро.